# Necrópolis de la Banditaccia
La necrópolis etrusca de la Banditaccia (en italiano, Necropoli della Banditaccia) se encuentra sobre una altura de toba volcánica al noroeste de Cerveteri (ciudad metropolitana de Roma Capital), y en sus cerca de 400 hectáreas de extensión se encuentran miles de sepulturas (la parte del recinto que puede visitarse representa sólo diez hectáreas de extensión y cuenta con cerca de cuatrocientos túmulos), de las más antiguas del periodo vilanoviano (siglo IX a. C.) a las más «recientes» del periodo etrusco (Siglo III a. C.). La necrópolis etrusca de Banditaccia, en Cerveteri, forma parte del Patrimonio de la Humanidad con número de identificación 1158-001.

## Historia
Su origen se encuentra en un núcleo de tumbas vilanovianas en la localidad de Cava della Pozzolana, y el nombre de «Banditaccia» deriva del hecho que desde fines del siglo XIX la zona fue bandita, esto es, arrendada por los propietarios terratenientes de Cerveteri a favor de la población local. Vista su imponencia, la necrópolis de la Banditaccia es la necrópolis antigua más extensa de toda la región mediterránea.
Las sepulturas más antiguas que hay son las vilanovianas (del siglo IX al VIII a. C., y se caracterizan por su forma de pocito, donde se custodiaban las cenizas del difunto, o por las fosas para la inhumación.
Del siglo VII, período etrusco, hay dos tipos de sepulturas, las de túmulo y las de «dado». Estas últimas consistían en una larga hilera de tumbas alineadas regularmente a lo largo de las calles sepulcrales. En la parte que se puede visitar de la necrópolis de la Banditaccia hay dos de este tipo de calles, la via dei Monti Ceriti y la via dei Monti della Tolfa, que datan del siglo VI a. C.

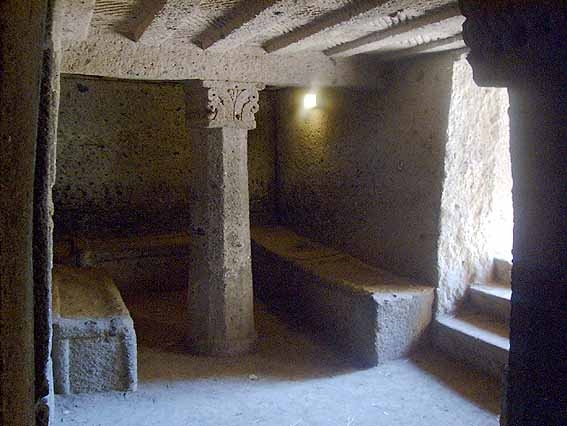
Interior de la «Tomba dei Capitelli».

Las sepulturas en forma de túmulo se caracterizan por una estructura de toba de planta circular que reproduce en el interior una representación de la casa del difunto, con corredores (dromos) para acceder a las diversas estancias. La abundancia de detalles del interior de estas sepulturas ha permitido a los arqueólogos conocer los usos cotidianos de los etruscos.

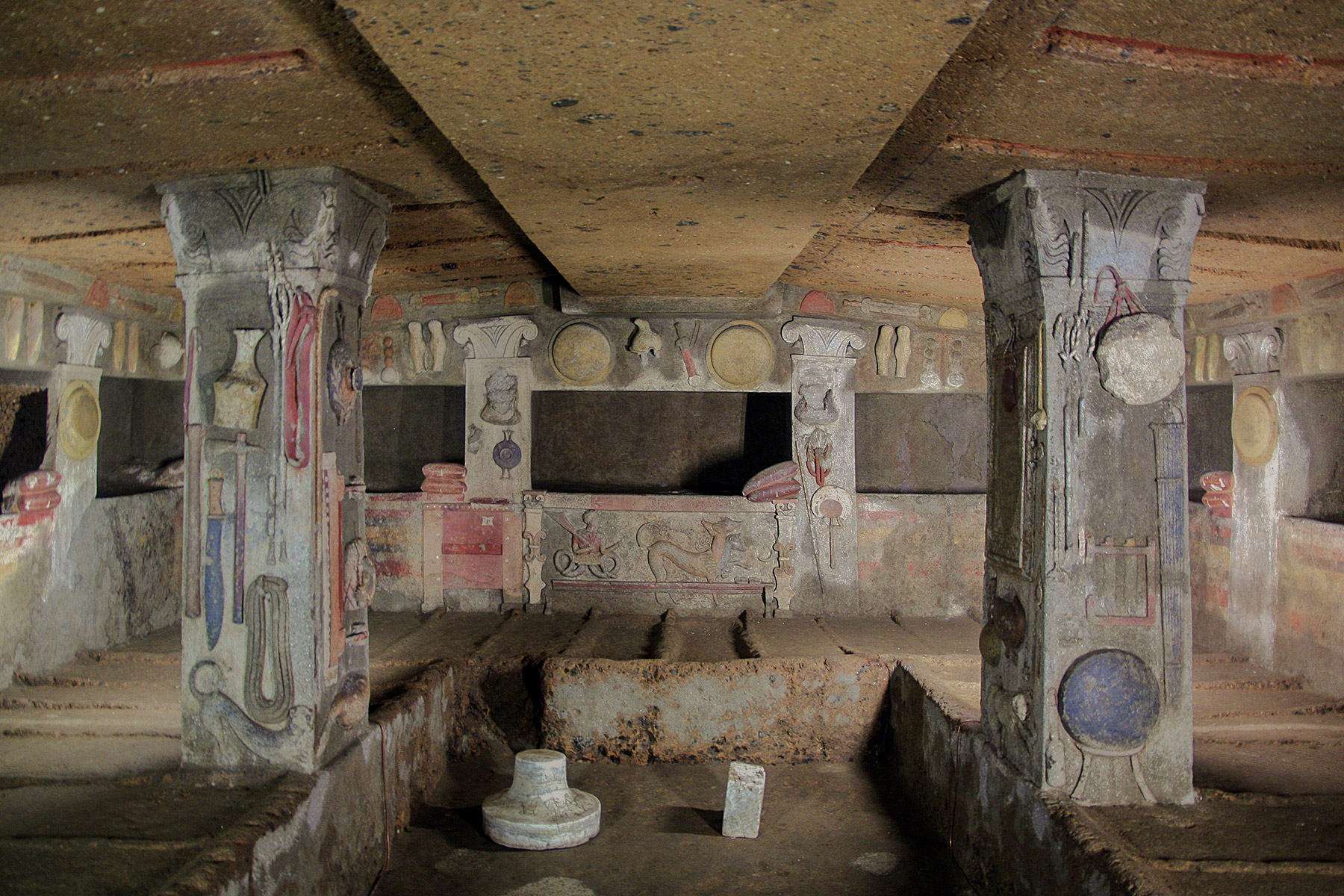
Interior de la «Tomba dei Rilievi».

A este respecto, la mejor sepultura resulta ser la Tumba de los Relieves (Tomba dei Rilievi), que data del siglo IV a. C. y que perteneció a la familia de los Matunas, como se lee en las inscripciones: el interior de la tumba se ha mantenido en condiciones particularmente buenas, permitiendo observar incluso los frescos en las paredes y sobre las columnas (por esto, de hecho, esta tumba es la única de la Banditaccia que no se puede visitar -pero el interior se ve a través de un cristal-, a causa de la particular delicadeza de los frescos).
Las sepulturas más recientes son las del siglo III a. C. Algunas de ellas se caracterizan por la presencia de cippiera, un contenedor para cipos probablemente usado para indicar el sexo de los difuntos en su interior.
Gran parte de los ajuares que se encontraron en esta necrópolis se encuentran en el Museo Nacional Etrusco en Villa Giulia de Roma y en muchos otros museos dispersos por todo el mundo, mientras que sólo una parte insignificante de los corredores fúnebres quedan en el lugar y se conservan en el Museo Nacional Arqueológico de Cerveteri.
Desde julio de 2004 la necrópolis de la Banditaccia, junto con la de los Monterozzi de Tarquinia, entró a formar parte de los lugares patrimonio de la Humanidad de la Unesco.

## Tumbas que se pueden visitar
(siguiendo el itinerario turístico)
- Tomba dei capitelli (siglo VI a. C.)
- Tomba della capanna (siglo VII a. C.)
- Tomba dei dolii e degli alari (siglo VII a. C.)
- Tomba dei vasi greci (siglo VI a. C.)
- Tomba dei Rilievi (siglos IV-III a. C.)
- Tomba della cornice (siglo VI a. C.)
- Tomba della casetta (siglo VI a. C.)
- Tumulo Maroi (siglo VII a. C.)
- Tumulo policromo (siglo VI a. C.)
- Tumulo Mengarelli (siglo VII a. C.)

## Las excavaciones
Inicialmente, en el siglo XIX, las excavaciones fueron realizadas por aficionados a las antigüedades, con el objetivo de encontrar objetos preciosos para vender en el mercado. Las excavaciones realizadas por el marqués Giampietro Campana entre 1845 y 1846 sacaron a la luz las losas de terracota etruscas que conformaban la llamada colección de las Losas Campana y que ahora se exhiben en el Museo del Louvre de París.
Sin embargo, en el siglo XX, comenzaron a regularizarse gracias al arqueólogo Raniero Mengarelli, director de la Oficina de Excavaciones de los Distritos de Civitavecchia y Tolfa, quien realizó los trabajos desde 1909 hasta 1933. El objetivo de estas excavaciones era recuperar objetos preciosos, tanto que se limitó a excavar las estructuras más evidentes. En 1927 sacó a la luz lo que llamó Via degli Inferi, o la calle principal de las tumbas. Mengarelli realizó estudios topográficos adicionales y preparó una serie de intervenciones destinadas a abrir la zona al público, transformando gradualmente la antigua necrópolis en un sitio arqueológico.  La actividad de recuperación alternó el uso de técnicas que buscaban el reconocimiento de las intervenciones de recuperación, según los principios de la llamada restauro filologico  teorizada por Camillo Boito, con reconstrucciones y anastilosis que no siempre se sustentaban en documentación e investigación histórica adecuadas.
A partir de 1936, el yacimiento quedó abandonado y, aprovechando este estado de deterioro, se llevaron a cabo numerosas excavaciones clandestinas con el objetivo de encontrar hallazgos arqueológicos para su venta privada a coleccionistas. 
La Segunda Guerra Mundial no perdonó a la zona arqueológica, donde los soldados alemanes comenzaron a residir en febrero de 1944. Los pesados vagones mecanizados dañaron los antiguos caminos y las señales de paso que se habían conservado hasta entonces, así como los desagües laterales.
La investigación se reanudó legalmente en la década de 1960 gracias a Mario Moretti, arqueólogo que colaboró con Mengarelli. Nombrado director de las excavaciones de Cerveteri en 1952, en 1957 inició las campañas de excavación de la Banditaccia, recuperando la relevancia de la zona ‘'dei grandi tumuli’' y la del nuovo recinto.
En la década de 1980, Mauro Cristofani trabajó en la zona de la ciudad antigua, labor que posteriormente continuó el Consiglio Nazionale delle Ricerche  en colaboración con el municipio de Cerveteri, la Fundación Luigi Rovati de Monza y la organización sin ánimo de lucro A.S.S.O.